# James Gustafson
Pour les articles homonymes, voir Gustafson.
James M. Gustafson (né le 2 décembre 1925 et mort le 15 janvier 2021) est un éthicien théologique américain. 

## Biographie
Il occupe des postes d'enseignant à la Yale Divinity School et au Department of Religious Studies (1955-1972), à l'université de Chicago comme professeur d'éthique théologique à la Divinity School (1972-1988) et à l'université Emory comme professeur à la chaire Henry R. Luce des sciences humaines et des études comparatives. Il prend sa retraite en 1998 après 43 ans d'enseignement et de recherche, après avoir été professeur Woodruff d'études comparatives et de religion à l'Emory College et à la Graduate School of Arts & Sciences. Il reçoit un doctorat honorifique de la Faculté de théologie de l'université d'Uppsala en 1985 . Il reçoit le Lifetime Achievement Award pour «contributions créatives et durables au domaine de l'éthique chrétienne» le 7 janvier 2011, lors de la réunion annuelle de la Society of Christian Ethics à La Nouvelle-Orléans .
Stanley Hauerwas, William Schweiker (en) et Douglas Ottati ont été ses étudiants.